# Parti libéral (Hongrie)
Le Parti libéral (hongrois : Szabadelvű Párt, prononcé [ˈsɒbɒdɛlvyː paːɾt]) était un parti politique libéral, qui exerça le pouvoir en Hongrie de 1875 à 1905. Il est issu de la fusion du Parti de centre gauche et du Parti du recouvrement.